# Lycopus edax
Lycopus edax är en spindelart som beskrevs av Tamerlan Thorell 1895. Lycopus edax ingår i släktet Lycopus och familjen krabbspindlar.
Artens utbredningsområde är Myanmar. Inga underarter finns listade i Catalogue of Life.